# 埃默里·克拉克
埃默里·克拉克（英語：Emory Clark，1938年3月23日—），美国男子赛艇运动员。他曾代表美国参加1964年夏季奥林匹克运动会赛艇比赛，获得男子八人单桨有舵手金牌。